# 山内昌永
山内 昌永（やまうち しょうえい、1921年（大正10年）11月3日 - 2003年10月28日）は沖縄民謡の歌手。琉球島唄協会初代会長。